# 短吻弱棘鱼
短吻軟棘魚（学名：Malacanthus brevirostris），又名短吻弱棘魚、軟棘魚、黃鴛鴦，为弱棘魚科弱棘魚屬下的一个种。分布于自红海至东太平洋、台湾岛等，棲息深度5-50公尺，體長可達32公分，生活碎石底質的向海礁坡，會掘洞而居，屬肉食性，可做為食用魚及觀賞魚。该物种的模式产地在马达加斯加。

## 扩展阅读
維基物種上的相關：短吻弱棘鱼